# Буньковский сельский округ (Московская область)
Буньковский сельский округ — упразднённая административно-территориальная единица, существовавшая на территории Ногинского района Московской области в 1994—2006 годах.
Буньковский сельсовет был образован в первые годы советской власти. По данным 1919 года он входил в состав Буньковской волости Богородского уезда Московской губернии.
21 апреля 1924 года Буньковский с/с был передан в новую Пригородную волость. Примерно в то же время он был разделён на Больше-Буньковский и Мало-Буньковский с/с, но уже в 1926 году они были объединены обратно.
В 1927 году Буньковский с/с был разделён на Больше-Буньковский с/с и Мало-Буньково-Лапинский с/с.
В 1926 году Буньковский с/с включал деревни Буньково и Грибаново, а также больницу.
В 1929 году Больше-Буньковский сельсовет вошёл в состав Богородского района Московского округа Московской области. При этом он был объединён с Мало-Буньково-Лапинским и Караваево-Богословским с/с в Буньковский с/с.
5 ноября 1929 года Богородский район был переименован в Ногинский.
31 июля 1962 года к Буньковскому с/с была присоединена основная часть упразднённого Кузнецовского с/с.
1 февраля 1963 года Ногинский район был упразднён и Буньковский с/с вошёл в Орехово-Зуевский сельский район. 11 января 1965 года Буньковский с/с был возвращён в восстановленный Ногинский район.
22 января 1965 года из Буньковского с/с в Алексеевский с/с Павлово-Посадского района были переданы селения Борисово, Грибаново, Заозерье, Кузнецы, Михалёво, Носырёво, Тарасово и посёлок Северного лесничества.
3 февраля 1994 года Буньковский с/с был преобразован в Буньковский сельский округ.
28 октября 1998 года в Буньковском с/о посёлок Совхоза-1 был переименован в Затишье.
26 марта 2004 года в Буньковском с/о к деревне Караваево был присоединён посёлок Караваевской фабрики.
10 сентября 2004 года в Буньковском с/о к деревне Большое Буньково был присоединён посёлок Участок-2.
В ходе муниципальной реформы 2004—2005 годов Буньковский сельский округ прекратил своё существование как муниципальная единица. При этом все его населённые пункты были переданы в сельское поселение Буньковское.
29 ноября 2006 года Буньковский сельский округ исключён из учётных данных административно-территориальных и территориальных единиц Московской области.